# Artère tibiale antérieure

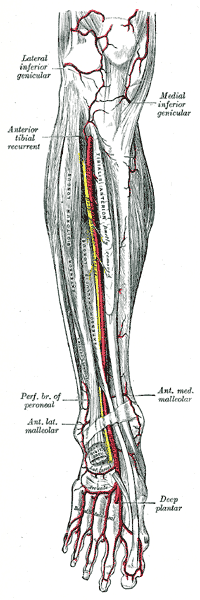
L'artère tibiale antérieure.

L'artère tibiale antérieure (Arteria tibialis anterior) est une des deux principales artères de la jambe. Elle a un diamètre de 3 à 4 mm.

## Description
- Origine: elle nait, à la face postérieure du genou, de l'artère poplitée après être passée sous l'arcade du muscle soléaire et avoir atteint le bord inférieur du muscle poplité par sa division en deux branches terminales, la seconde étant le tronc tibio-péronier
- Trajet: très rapidement, après trois centimètres environ, elle passe en crosse dans la loge antérieure de la jambe en traversant dans l'intervalle laissé libre par la membrane interosseuse entre le tibia et la fibula. Elle descend d'abord plaquée contre la membrane interosseuse entre le muscle tibial antérieur en dedans et le muscle long extenseur des orteils en dehors. Puis elle va devenir de plus en plus superficielle en s'éloignant de la membrane interosseuse et en descendant le long de la face latérale du tibia de sorte que dans son quart inférieur elle devient superficielle située seulement sous la peau et le faisceau supérieur du rétinaculum inférieur des muscles extenseurs du pied (ancien ligament annulaire antérieur du tarse), entre les tendons du long extenseur des orteils en dehors et des muscles long extenseur de l'hallux et tibial antérieur en dedans.
- Elle est pré-croisée par le muscle long extenseur de l'hallux et croisée par le nerf fibulaire profond.
- Terminaison: elle s'achève au bord inférieur du faisceau supérieur du rétinaculum inférieur des muscles extenseurs du pied où elle prend le nom d'artère dorsale du pied.

## Collatérales
Elle donne naissance
- près de son origine, aux artères récurrentes :
  - deux pour la fibula : les artères récurrentes fibulaires postérieure et antérieure,
  - deux pour le tibia : les artères récurrentes tibiales postérieure et antérieure,

- à des branches musculaires qui vont vasculariser les muscles :
  - tibial antérieur,
  - long extenseur de l'hallux,
  - long extenseur des orteils,
  - troisième fibulaire,
  - court fibulaire,
  - long fibulaire ;

- près de son extrémité aux artères malléolaires antérieures médiale et latérale ;
- se terminant en artère du sinus du tarse.